# Mirowo (Grande-Pologne)
Pour les articles homonymes, voir Mirowo.
Mirowo est une localité polonaise de la voïvodie de Grande-Pologne et du powiat de Chodzież.